# Alopecosa obsoleta
Alopecosa obsoleta este o specie de păianjeni din genul Alopecosa, familia Lycosidae. A fost descrisă pentru prima dată de C. L. Koch, 1847.
Este endemică în Turkmenistan. Conform Catalogue of Life specia Alopecosa obsoleta nu are subspecii cunoscute.